# Добряны (Стрыйская городская община)
Добряны (укр. Добряни) — село в Стрыйской городской общине Стрыйского района Львовской области Украины. Расположено в 3 км от районного центра г. Стрыя.
Население составляет 1822 человека. Занимает площадь 19,03 км². Почтовый индекс — 82424. Телефонный код — 3245.

## История
Первые упоминания о селе датированы концом XIII началом XIV века. Это одно из старейших сел Стрыйщины.

## Известные уроженцы
- Петрушевич, Антоний Степанович (1821—1913) — украинский церковный и политический деятель, историк, археолог, библиофил, филолог, этнограф.